# Roibeira (Betanzos)
Roibeira es una aldea española situada en la parroquia de Brabío, del municipio de Betanzos, en la provincia de La Coruña, Galicia.

## Demografía
| Gráfica de evolución demográfica de Roibeira entre 2000 y 2018 |
|                                                                |
| Datos según el nomenclátor publicado por el INE.               |